# متلازمة براون سيكوارد
متلازمة براون سيكارد (بالإنجليزية: Brown-Séquard syndrome)‏ (تُعرف أيضًا باسم فالج براون سيكارد، أو شلل براون سيكارد، أو متلازمة الشلل النصفي السفلي، أو الفالج والشلل النصفي السفلي النخاعي أو الشلل النصفي السفلي النخاعي) هي متلازمة ناجمة عن تلف نصف النخاع الشوكي، أي القطع النصفي من النخاع الشوكي ما يؤدي إلى شلل وفقد في استقبال الحس العميق في نفس الجانب (أو الجانب المماثل) من الإصابة أو الآفة، وفقد في أحاسيس الألم والحرارة في الجانب المعاكس (أو الجانب المقابل) من الآفة. سُميت المتلازمة نسبة إلى عالم الفيزيولوجيا تشارلز إدوارد براون سيكارد، الذي وصف الحالة لأول مرة في عام 1850.

## الأسباب
قد تحدث متلازمة براون سيكارد نتيجة تلف النخاع الشوكي الناجم عن أورام النخاع الشوكي، أو الرضوض [مثل السقوط أو إصابة الطلق الناري أو بذل النخاع الصدري أو العنقي]، أو نقص التروية (إعاقة التروية الدموية) أو الأمراض المعدية أو الالتهابية مثل السل أو التصلب المتعدد. نادرًا ما تُشاهد المتلازمة في شكلها النقي أو لوحدها. تمثل الإصابة الرضية النافذة مثل جرح الطلق الناري أو جرح الطعن الذي يصيب النخاع الشوكي السبب الأكثر شيوعًا. قد يمثل مرض تخفيف الضغط بدوره أحد أسباب متلازمة براون سيكارد.
يمكن ظهور المتلازمة بشكل مترقي وغير كامل. قد تتقدم الحالة من متلازمة براون سيكارد النموذجية إلى الشلل الكامل. لا تُعد المتلازمة دائمة، ويعتمد ترقيها أو وضوحها على شدة تلف النخاع الشوكي الأصلي والإمراضية الكامنة المسببة لها في المقام الأول.

## الفيزيولوجيا المرضية
يؤدي القطع النصفي للنخاع إلى حدوث الآفة في كل من الأجهزة العصبية الرئيسية الثلاثة:
- مسار العصبون الحركي العلوي الرئيسي للسبيل القشري النخاعي.
- أحد العمودين الظهريين أو كلاهما.
- السبيل النخاعي المهادي.
- يظهر المريض ثلاث آفات نتيجة تلف مسارات الدماغ الرئيسية الثلاثة:
- تتسبب الآفة النخاعية القشرية في الشلل التقبضي في نفس الجانب من الجسم تحت مستوى الآفة (بسبب خسارة الاعتدال بواسطة العصبون الحركي العلوي (يو إم إن)). في مستوى الآفة، يحدث الشلل الرخو للعضلات التي تغذيها العصبونات الموجودة في هذا المستوى (نظرًا إلى تأثر العصبونات الحركية السفلية في مستوى الآفة).
- تؤدي الآفة في الحزمة الرشيقة النخاعية أو الحزمة الإسفينية للنخاع (العمود الظهري) إلى فقد في الاهتزاز واستقبال الحس العميق (الإحساس بالموضع) في نفس الجانب بالإضافة إلى فقد في جميع أحاسيس اللمس الدقيق.
- تسبب الخسارة في السبيل النخاعي المهادي فقدان أحاسيس الألم والحرارة للجانب المقابل في قسم أو قسمين أسفل الآفة.

بالإضافة إلى ذلك، تؤدي الآفة الناشئة فوق «تي 1» من النخاع الشوكي إلى حدوث متلازمة هورنر في نفس الجانب مع مشاركة المسار العيني الودي.

## العلاج
يركز العلاج على الإمراضية المسببة للشلل. إذا حدثت المتلازمة نتيجة كسر في العمود الفقري، يجب تحديده ووضع العلاج الملائم بالتوافق مع ذلك. على الرغم من إمكانية استخدام الستيرويدات بهدف تخفيف تورم النخاع والتهابه، تُعد المعالجة الاعتيادية لإصابة النخاع الشوكي توقعية.

## الوبائيات
تمثل متلازمة براون سيكارد إحدى المتلازمات النادرة، إذ يجب تعرض الشخص لإصابة رضية قادرة على إتلاف الألياف العصبية في أحد نصفي النخاع الشوكي فقط.

## الأسباب
تحدث متلازمة براون سيكوارد عند إصابة النخاع الشوكي بأحد الأورام التي تنتقل إلى مناطق أخرى في الجسم وهو ما يحدث في حالات السرطانات المتقدمة ، أو عند التعرض لصدمة قوية [مثل السقوط أو الإصابة بطلق ناري أو ثقب في العمود الفقري العنقي أو الصدري] ، أو نقص تروية (انسداد الأوعية الدموية) ، أو الإصابة بأحد الأمراض المعدية أو الالتهابية مثل السل أو التصلب المتعدد . 

## التاريخ
درس تشارلز إدوارد براون سيكوارد علم التشريح وعلم وظائف الأعضاء في النخاع الشوكي. ووصف هذه الإصابة بعد ملاحظة صدمة الحبل الشوكي التي حدثت للمزارعين أثناء قطع قصب السكر في موريشيوس. حاول الطبيب الفرنسي بول لوي تأكيد ملاحظات براون سيكار على الجهاز العصبي من خلال تجريب رؤوس الكلاب والحيوانات الأخرى وتسجيل مدى حركة كل حيوان بعد قطع الرأس.